# بات بيري
بات بيري (بالإنجليزية: Pat Perry)‏ هو لاعب كرة قاعدة أمريكي، ولد في 4 فبراير 1959 في تلورفيل في الولايات المتحدة.

## وصلات خارجية
- بات بيري على موقعبيزبول رفرنس.كوم (الدوري الرئيسي) (الإنجليزية)
- بات بيري على موقعبيزبول رفرنس.كوم (الدوري الثانوي) (الإنجليزية)